# Sruby
Sruby är en ort i Tjeckien.   Den ligger i regionen Pardubice, i den centrala delen av landet, 130 km öster om huvudstaden Prag. Sruby ligger 276 meter över havet och antalet invånare är 541.
Terrängen runt Sruby är platt. Runt Sruby är det ganska tätbefolkat, med 54 invånare per kvadratkilometer. Närmaste större samhälle är Choceň, 3,5 km öster om Sruby. Omgivningarna runt Sruby är en mosaik av jordbruksmark och naturlig växtlighet.